# Louis-Désiré Maigret
Pour les articles homonymes, voir Maigret (homonymie).
Louis-Désiré Maigret, né le 14 septembre 1804 à Saint-Pierre-de-Maillé et mort le 11 juin 1882 à Honolulu, est un missionnaire catholique français qui fut le premier vicaire apostolique des îles Sandwich (aujourd'hui diocèse d'Honolulu).

## Biographie

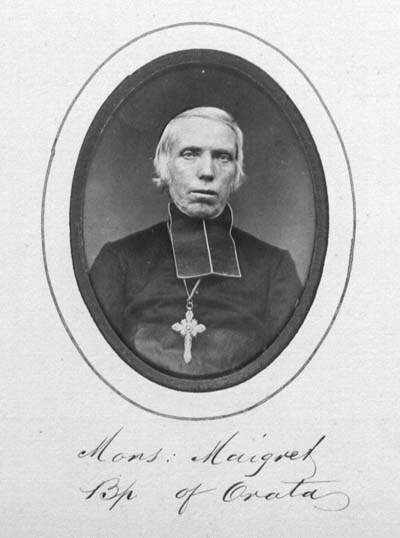
Mgr Maigret.

Louis Maigret est ordonné prêtre le 23 septembre 1828 à l'âge de vingt-quatre ans pour la congrégation des Pères de Picpus. Il est envoyé au royaume d'Hawaï pour s'occuper des indigènes. Il embarque pour Ponape aux îles Carolines en décembre 1837 à bord du schooner Notre-Dame-de-Paix. C'est le premier missionnaire que les habitants de ces îles espagnoles aient jamais vu. Il a pour compagnie « beaucoup de Mangaréviens et de Tahitiens » dont certains font finalement souche à Ponape.
Il part le 29 juillet 1838 pour Valparaiso après sept mois infructueux.
Quand le vicaire apostolique d'Océanie orientale, Mgr Étienne Rouchouze, picpucien comme lui, disparaît en mer à bord du malheureux Marie-Joseph au début de l'année 1843, le Saint-Siège nomme Louis Maigret premier vicaire apostolique des îles Sandwich, le 11 septembre 1846 à l'âge de 42 ans. Il est consacré évêque titulaire (in partibus) d'Arathia le 28 novembre 1847. C'est lui qui fait construire la cathédrale Notre-Dame-de-la-Paix d'Honolulu, devenue basilique mineure en 2014.
Mgr Maigret est enterré dans la crypte sous le maître-autel. Mgr Hermann Koeckemann lui succède.